# Giulio Rucellai

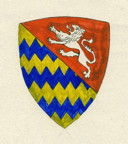
Stemma Rucellai

Giulio Rucellai (Firenze, 31 maggio 1702 – Firenze, 10 febbraio 1778) è stato un politico italiano, facente parte della famiglia fiorentina dei Rucellai.

## Biografia
Fu professore dell'Università di Pisa di diritto civile dal 1727 al 1731, divenne poi Segretario Regio di Diritto. 
Nel 1738 insieme all'auditore Pompeo Neri, al marchese Antonio Niccolini, all'auditore fiscale Filippo Luci, fece parte della deputazione granducale  nata per contrastare i disordini in materia di porto d'armi. La deputazione, motivo di accesa polemica con l'Inquisizione di Firenze che rivendicava il proprio diritto in questa giurisdizione, fu voluta dal conte lorenese Emmanuel de Nay de Richecourt e dal Rucellai stesso per ribadire la sovranità dello Stato granducale nei confronti degli abusi dei vescovi. Ottenuto l'incarico di ministro degli affari ecclesiastici della Reggenza da parte del Granduca Pietro Leopoldo, fu tra gli ispiratori di numerose delle riforme liberali che portarono la Toscana ad essere lo Stato europeo più all'avanguardia nel XVIII secolo.
Per esempio le riforme ecclesiastiche, sulle quali scrisse un Memorandum sui diritti della Nunziatura apostolica, dell'Inquisizione e sul diritto di asilo ecclesiastico, nonché sulla necessità e possibilità di diminuire il numero di chierici e di monaci, fu alla base dei decreti del 1769 che abolirono il diritto ecclesiastico di asilo, e che istituirono l'exequatur granducale per ogni atto o documento emesso da istanze estere, Vaticano compreso, con il beneplacito del nuovo papa Clemente XIV che non protestò. Poco dopo venendo anche imposta la sorveglianza dei tribunali civili delle prigioni conventuali (ne esisteva una per esempio a Santa Maria Novella, in pessime condizioni igienico sanitarie). In seguito furono prese le prime misure anche per la soppressione degli istituti monastici senza ruoli caritatevole o assistenziale.
Massone, fu membro della loggia inglese di Firenze